# Китайский монал
Кита́йский мона́л, или хохлатый монал (лат. Lophophorus lhuysii) — редкая птица семейства фазановых. Видовой эпитет дан в честь французского министра иностранных дел Эдуарда Дрюэн-де-Люи (1805—1881).

## Описание
Самец достигает длины 76—78 см, самка — 72—75 см. Масса составляет в среднем примерно 3,18 кг. У самцов блестящее, красочное оперение. Голова зелёная с пурпурным, кустистым хохлом. Область лица синяя. Затылок медно-красный. Спина и хвост от пурпурного до блестящего зеленоватого оттенка. Оперение самок от серого до рыжего окраса, спина белая, хвост красный.

## Распространение
Ареал китайского монала ограничен высокогорьем на севере и северо-западе Сычуаня на высоте от 3 300 до 4 500 м над уровнем моря. Птица предпочитает альпийские и субальпийские луга с растительностью рододендрона.

## Питание
Питание состоит из насекомых и растений рода рябчик.

## Природоохранный статус
Китайский монал принадлежит к находящимся под угрозой вымирания видам птиц Китая. От 10 000 до 20 000 особей (оценка BirdLife International) живут на территории площадью 69 000 км², где ведётся интенсивная заготовка деловой древесины. Следующий фактор — цветы, являющиеся основным источником питания птиц, которые используются в традиционной китайской медицине, а также охота.